# Eurykrates (Sparta)
Eurykrates (altgriechisch Εὐρυκράτης Eurykrátēs), der Sohn des Polydoros, ist in der griechischen Mythologie ein König von Sparta aus dem Haus der Agiaden. Er regierte über Lakonien und das von seinem Vater eroberte Messenien.
Über die Länge seiner Regierung wurde nichts überliefert, nur dass zu Beginn des Zweiten Messenischen Kriegs schon sein Sohn Anaxandros regierte. Nach Pausanias begann dieser Krieg im vierten Jahr der 23. Olympiade also 685/4 v. Chr.